# Mohamed Khouna Ould Haidalla
Il colonnello Mohamed Khouna Ould Haidalla (in arabo محمد خونا ولد هيداله‎?; 1940) è un militare e politico mauritano, Presidente della Mauritania dal 4 gennaio 1980 al 12 dicembre 1984 e presidente del Comité Militaire de Salut National (CMSN), la giunta militare che guidò la Mauritania dopo il colpo di stato militare che rovesciò il presidente Mustafa Ould Salek il 6 aprile 1979. Fu anche Primo ministro dal 1979 al 1980 e nel 1984.
Nato nel 1940 nella regione di Nouadhibou nella colonia del Sahara Spagnolo, da una famiglia appartenente alla tribù sahrawi Laaroussien, frequentò le scuole superiori nella città di Rosso, nella regione di Trarza, ai confini con il Senegal, allora ancora sotto amministrazione francese come il suo paese natale. Dopo aver ottenuto un baccalaureato in scienze a Dakar nel 1961, si arruolò nel 1962 nell'esercito della Mauritania, in diverse scuole militari francesi, compresa la nota École spéciale militaire de Saint-Cyr.
Dopo il 1975, a seguito dell'occupazione del Sahara spagnolo da parte della Mauritania in azione congiunta con il Marocco, Haidalla comandò le forze di occupazione contro i ribelli del Fronte Polisario che si opponevano all'invasione. Egli concentrò le sue operazioni soprattutto sui fronti di Zouérat e Bir Moghrein. Nel 1978 partecipò al colpo di Stato che rovesciò il Presidente Moktar Ould Daddah ed entrò a far parte della giunta militare del Comité Militaire de Redressement National (CMRN) che lo elesse Capo di Stato Maggiore.
Il 31 maggio 1979 il CMRN elesse Haidalla alla carica di Primo Ministro pochi giorni dopo l'incidente aereo che causò la morte del precedente Primo Ministro mauretano, il Colonnello Ahmed Ould Bouceif, per volere del Colonnello Mustafa Ould Salek, il quale, insieme al defunto Bouceif, era stato il principale fautore del colpo di Stato. Nel gennaio 1980 venne eletto Presidente dopo aver rovesciato il Colonnello Mohamed Mahmoud Ould Louly. Mantenne tuttavia la carica di Primo Ministro fino all'anno successivo, quando un civile, Sid Ahmed Ould Bneijara, venne eletto al suo posto.
La Presidenza di Haidalla fu segnata da un periodo di particolari turbolenze politiche, suscitate dal recente conflitto con i guerriglieri del Fronte Polisario, e dovette fronteggiare diversi tentativi di colpi di stato e di intrighi tutti provenienti dall'ambiente militare.